# محمية برديس للحيوانات
محمية برديس للحيوانات (بالفارسية: پناهگاه حیوانات پردیس) هي محمية مأوى وتعقيم ومستشفى عام للحيوانات وتقع المحمية بالقرب من تبريز الإيرانية وهي تابعة لجمعية تبريز لمنع القسوة على الحيوانات وهي منظمة غير ربحية مقرها في تبريز وتُعنى بتبني الحيوانات الأليفة، أسست جيلا بوريراني المحمية في سنة 2012 بعد عملية إعدام جماعية أُعدم فيها ما يُقارب 400 كلب رميًا بالرصاص في تبريز. تضم المحمية عيادة واحدة و11 ملجأ وثلاثة محاريب ومناطق مظللة. يُعالج ويُؤوى 1300 حيوان من أنواع مختلفة بما في ذلك الكلاب والقطط والثعالب والخيول والطيور مثل النسر والبومة.

## مكافحة القسوة على الحيوان
حُظر قتل الحيوانات الضالة [الإنجليزية] بموجب قانون فرعي صُدر عن مكتب المحافظ ومكتب المدعي العام في تبريز في يوليو 2014 وبدأ نقل الكلاب والقطط الضالة التي يصادفها مسؤولو المدينة إلى محمية برديس، تُحجر الكلاب لمدَّة من الوقت عند دخولها الملجأ ثم تُغسل وتُزال عنها الطفيليات وتُلقَّح وتُعقم، ويُعقم ما يقارب 700 حيوان ضال سنويًا في المحمية، كما تقدم المحمية خدمات مثل الجراحة ونقل الحيوانات وإنقاذها.[بحاجة لمصدر]

## المشاكل
اشتكى بعض الناس قانونيًا من الرائحة الكريهة لمأوى الحيوانات، نظرًا لبعده عن المناطق السكنية، فتوجب نقل المأوى إلى موقع جديد، في حين أنهم يعانون من صعوبات مالية في نفقاتهم اليومية، وعند بدأ فصل التشاء في تبريز تُعاني معظم الحيوانات من الصمود اتجاه الشتاء القارس إلا في الملاجئ الداخلية.[بحاجة لمصدر]